# Monastère Saint-Nil-Sorski

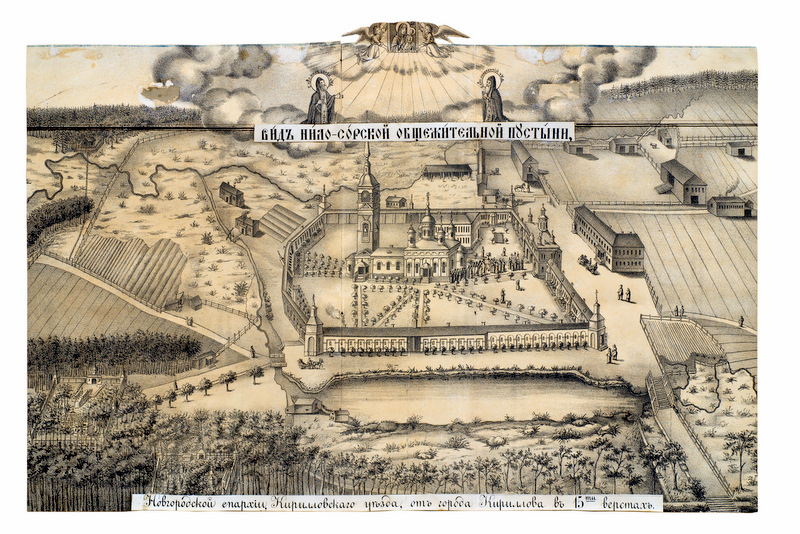
Le monastère au XIXe siècle.

Le monastère Saint-Nil-Sorski (ou Saint-Nil-de-la-Sora, en russe Ни́ло-Со́рская пу́стынь), est un monastère masculin de l'Église orthodoxe russe de l'éparchie de Vologda, situé dans le nord de la Russie, dans le raïon de Kirillov de l'oblast de Vologda.

## Histoire
À la fin du XVe siècle, le moine Nil de la Sora du monastère Saint-Cyrille-du-Lac-Blanc quitte ce monastère car il n'était pas complètement satisfait de l'organisation existante de la vie monastique, estimant que les moines ne vivaient « pas selon la Loi de Dieu et la tradition des Saints Pères, mais par le jeu de leur propre volonté et du raisonnement humain ». Il est accompagné du moine Innocent de Vologda et ils partent en pèlerinage en Terre Sainte, à Constantinople et au mont Athos.
De retour au bout de quelques années, Nil s'installe dans une celle près du monastère de Saint-Cyrille; mais finalement cherchant plus de solitude il part encore pour se conformer à son idéal monastique. Cette fois-ci, il se rend jusqu'à la rivière Sora dans une forêt cernée de marécages, dans un endroit désert. Il décrit ainsi son installation: « Maintenant loin du monastère et de ses enfants mondains j'ai enfin trouvé par la grâce de Dieu un endroit qui me convient, loin de tous». Il adopte d'abord une règle ascétique qui fait de cette celle une skite.
En 1764, ce monastère (ou poustinia) devient une filiale du monastère Saint-Cyrille. Son indépendance est rétablie au milieu du XIXe siècle.
En 1862, une nouvelle châsse est installée sur le tombeau de Nil par Fiodor Verkhovtsev. Le monastère est fermé par les autorités communistes dans les années 1920 et l'église principale en 1930.
Un asile neuropsychiatrique est installé en 1961 dans l'ancien complexe monastique, réservé à des hommes atteints de troubles psychiatriques. Quelques bâtiments monastiques sont conservés: l'église-catholicon Notre-Dame de Tikhvine, l'église-porte de la Protection-de-la-Mère-de-Dieu, la maison de l'higoumène et le bâtiment des cellules des frères qui donnent à l'intérieur du rempart de ceinture, courant le long de celui-ci.
Le dispensaire est fermé le 3 décembre 2018, mais quelques hommes atteints de troubles psychiatriques continuent d'y vivre. le hiéromoine Euthyme (Erchov) est nommé supérieur de ce qui est dénommé désormais comme « communauté Saint-Nil-de-la-Sora »,. Le 10 décembre suivant, le métropolite Ignace (Depoutatov) appelle au cours d'une assemblée de l'éparchie de Vologda tous les ecclésiastiques à participer à la renaissance du monastère, la première étape étant la plus difficile. Les recteurs des églises et les supérieurs des monastères du diocèse de Vologda répondent à cet appel en faisant don d'objets liturgiques, de vêtements liturgiques, de livres, d'icônes, etc. Des travaux sont rapidement effectués dans l'église principale de ND de Tikhvine (qui servait du temps de l'internat psychiatrique de cantine et de club), si bien que le 7 janvier 2019 le hiéromoine Euthyme (Erchov) peut célébrer la divine liturgie, une première en 89 ans. Le 17 février suivant, le métropolite Ignace célèbre une liturgie archiépiscopale. Le 30 mai 2019, le Saint-Synode de l'Église orthodoxe russe décrète la réouverture du monastère et en nomme le hiéromoine Euthyme supérieur, en attendant que la vie religieuse soit pleinement rétablie.